# Behavioral Ecology and Sociobiology
«Behavioral Ecology and Sociobiology» — міжнародний науковий журнал, присвячений проблемам поведінкової екології і соціобіології комах і інших тварин. Заснований в 1976 році.

## Рівень цитування
Імпакт-фактор журналу за 2009 рік становить 2.749, що ставить його на 6-те місце серед 125 журналів в категорії «Zoology». За підсумками 28 років (1981—2008) входить до десятки найзначиміших у світі журналів в категорії «Зоологія».
Головний інтерес журнал виявляє до публікацій, що стосуються внутрішньовидових поведінкових взаємодій, з особливою увагою до соціальної поведінки; також розглядаються міжвидові поведінкові механізми, включаючи конкуренцію і боротьбу за ресурси, мутуалізм, стосунки хижак-жертва і паразитизм; поведінкова екофізіологія; орієнтація у просторі та часі.
У 2017 році вийшов 71-й том.

## Реферується і індексується
Журнал реферується і індексується в:
- Abstracts in Anthropology
- Academic OneFile
- AGRICOLA
- Biological Abstracts
- BIOSIS Previews
- CAB Abstracts
- CAB International
- Criminal Justice Abstracts
- Current Contents
- EBSCOdatabases
- Elsevier BIOBASE
- EMBiology
- FRANCIS
- GEOBASE
- GeoRef, Global Health
- International Bibliography of Book Reviews
- International Bibliography of Periodical Literature
- ProQuest
- PsycINFO
- Science Citation Index
- Scopus
- VINITI Database RAS
- Zoological Record

## ISSN
- ISSN: 0340-5443 (Print)
- ISSN: 1432-0762 (Online)